# Іштван Надь
Іштван Надь (угор. Nagy István, 14 квітня 1939, Будапешт — 22 жовтня 1999) — угорський футболіст, що грав на позиції півзахисника, зокрема, за клуб МТК (Будапешт), а також національну збірну Угорщини. По завершенні ігрової кар'єри — тренер.
Олімпійський чемпіон Токіо-1964. Володар Кубка Мітропи. 

## Клубна кар'єра
У футболі дебютував 1958 року виступами за команду МТК (Будапешт), в якій провів дев'ять сезонів.  За цей час виборов титул володаря Кубка Мітропи.
Завершив ігрову кар'єру у команді «Спартакус» (Будапешт), за яку виступав протягом 1968—1974 років.

## Виступи за збірну
1961 року дебютував в офіційних матчах у складі національної збірної Угорщини. Протягом кар'єри у національній команді провів у її формі 22 матчі.
У складі збірної був учасником:
- чемпіонату світу 1962 року у Чилі. Був присутній в заявці збірної, але участі в матчах не брав[4],
- чемпіонату Європи 1964 року в Іспанії, на якому команда здобула бронзові нагороди,
- футбольного турніру на Олімпійських іграх 1964 року у Токіо, здобувши того року титул олімпійського чемпіона,
- чемпіонату світу 1966 року в Англії, де зіграв з Португалією (1-3)[5] і СРСР (1-2)[6].

## Кар'єра тренера
Розпочав тренерську кар'єру відразу ж по завершенні кар'єри гравця, 1974 року, очоливши тренерський штаб клубу «Дунайварош».
Останнім місцем тренерської роботи був клуб «Дорог», головним тренером команди якого Іштван Надь був з 1979 по 1980 рік.
Помер 22 жовтня 1999 року на 61-му році життя.

## Титули і досягнення
- Олімпійський чемпіон: 1964
- Володар Кубка Мітропи (1):

МТК (Будапешт): 1963